# Wampusirpi
Wampusirpi est une municipalité du Honduras, située dans le département de Gracias a Dios.
Fondée en 1996, la municipalité de Wampusirpi comprend 5 villages et 21 hameaux.

## Crédit d'auteurs
- (en) Cet article est partiellement ou en totalité issu de l’article de Wikipédia en anglais intitulé « Wampusirpi » (voir la liste des auteurs).